# Kerrville
Kerrville is een plaats (city) in de Amerikaanse staat Texas, en valt bestuurlijk gezien onder Kerr County.

## Demografie
Bij de volkstelling in 2000 werd het aantal inwoners vastgesteld op 20.425.
In 2006 is het aantal inwoners door het United States Census Bureau geschat op 22.361, een stijging van 1936 (9.5%).

## Geografie
Volgens het United States Census Bureau beslaat de plaats een oppervlakte van
43,9 km², waarvan 43,3 km² land en 0,6 km² water. Kerrville ligt op ongeveer 584 m boven zeeniveau.

## Plaatsen in de nabije omgeving
De onderstaande figuur toont nabijgelegen plaatsen in een straal van 36 km rond Kerrville.

## Geboren
- Thomas Haden Church (1960), film- en tv-acteur